# Lufthansa Italia

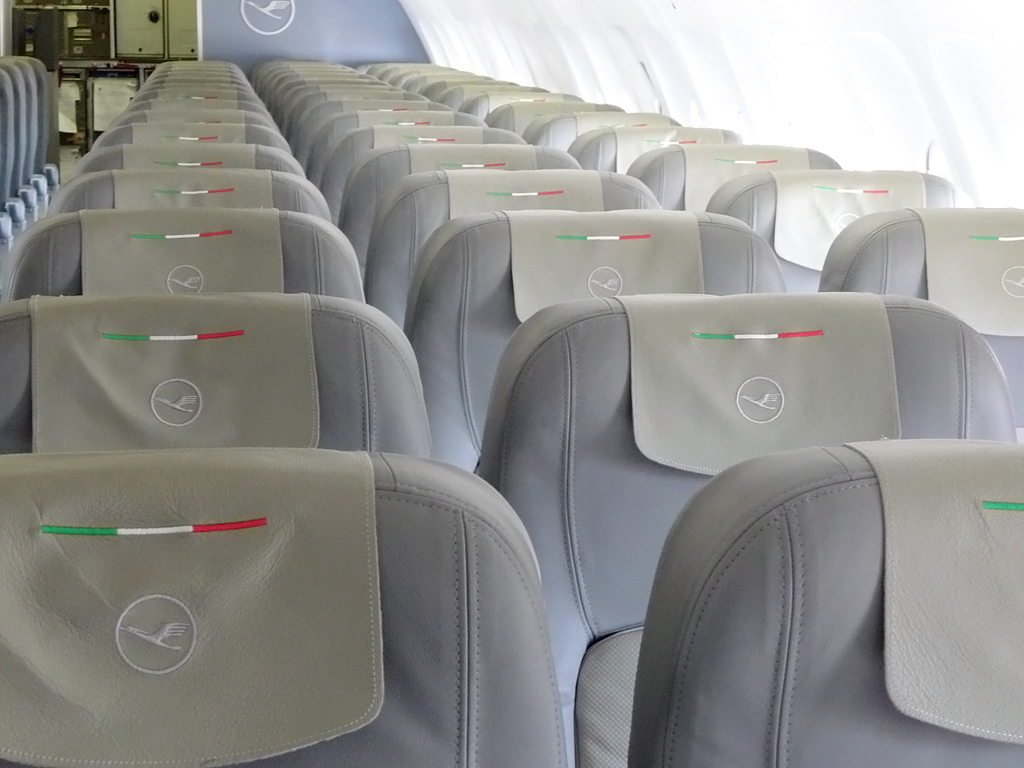

A Lufthansa Italia foi uma companhia aérea, 100 % subsidiaria do grupo Lufthansa, que iniciou suas operações a partir do aeroporto de Malpensa, (Milão), para oito destinos europeus, em de Fevereiro de 2009.
Actualmente, a companhia voa com uma frota de 8 aviões Airbus A 319, para 17 destinos, a partir da sua base, o aeroporto Milão Malpensa (MXP).

## História
Em Abril de 2008, o Grupo Lufthansa anunciou oficialmente os seus planos, de iniciar operações a partir do aeroporto de Malpensa, em Milão para serviços regulares intra-europeus, tirando partido das intenções de abandono progressivo desta base, pela Alitalia, que estava naquela altura a passar por grandes dificuldades financeiras. 
Inicialmente, estava previsto efectuar estas operações com a companhia subsidiaria italiana do Grupo Lufthansa, a Air Dolomiti. Estava previsto que estas operações fossem efectuadas por aviões Embraer 195.
No entanto, em Novembro de 2008, o Grupo Lufthansa anunciou, que iria optar por criar uma nova subsidiária do grupo alemão, voando com a marca da companhia aérea alemã, mas dando-lhe um "toque" italiano, relativamente ao produto e serviço oferecido, e adaptado às exigências e necessidades do mercado italiano. Foi também anunciado, que em vez dos aviões Embraer, fossem utilizados aviões Airbus A 319, para aumentar a oferta de lugares por voo. Desta forma, em de Fevereiro de 2009, a nova empresa italiana iniciou as suas operações regulares.

## Frota

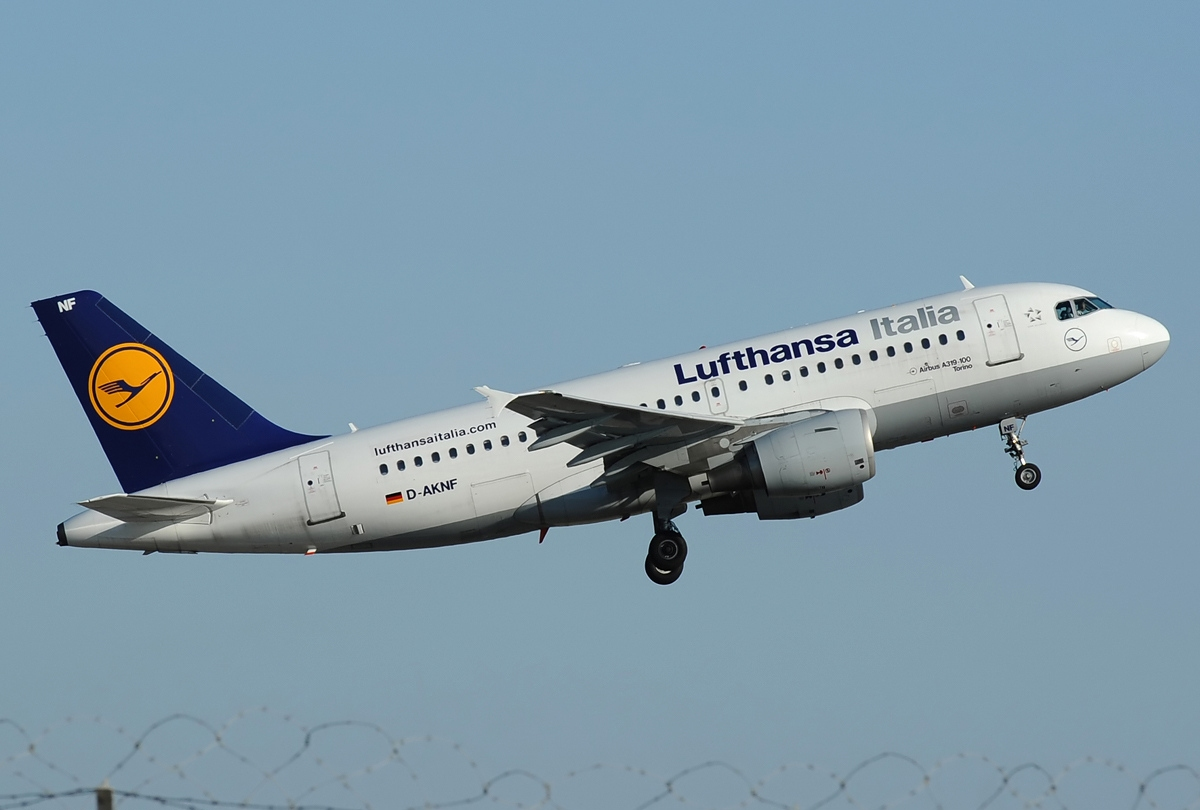
Airbus A319 da Lufthansa Italia.

- 10 Airbus A319